# Atenizus capixaba
Atenizus capixaba är en skalbaggsart som beskrevs av Martins 1981. Atenizus capixaba ingår i släktet Atenizus och familjen långhorningar. Inga underarter finns listade.